# Coupe du monde de ski acrobatique 2010-2011
Navigation
Édition précédente Édition suivante
La saison de Coupe du monde de ski acrobatique 2010-2011 débute le 11 décembre 2010 par des épreuves organisées en Finlande à Ruka et se termine le 13 mars 2011 à La Plagne (France). Les épreuves masculines et féminines sont organisées par la Fédération internationale de ski.
La saison est interrompue en février pour permettre l'organisation des championnats du monde 2011 à Deer Valley (États-Unis).

## Format des compétitions
Les hommes et les femmes ont le même nombre d'épreuves : trois en half-pipe, sept en saut acrobatique, onze en bosses (dont quatre en bosses en parallèle) et onze en skicross.

## Classements
| Rang | Nom                  | Points |
| ---- | -------------------- | ------ |
| 1    | Guilbaut Colas       | 76,45  |
| 2    | Andreas Matt         | 74,91  |
| 3    | Alexandre Bilodeau   | 67,18  |
| 4    | Mikael Kingsbury     | 65,91  |
| 5    | Qi Guangpu           | 65,86  |
| 6    | Anton Kushnir        | 61,14  |
| 7    | Christopher Delbosco | 55,91  |
| 8    | Renato Ulrich        | 45,86  |
| 9    | Jouni Pellinen       | 42,00  |
| 10   | Jia Zongyang         | 41,14  |

| Rang | Nom            | Points |
| ---- | -------------- | ------ |
| 1    | Hannah Kearney | 91,73  |
| 2    | Jennifer Heil  | 64,73  |
| 3    | Cheng Shuang   | 63,14  |
| 4    | Anna Holmlund  | 61,09  |
| 5    | Xu Mengtao     | 60,00  |
| 6    | Heidi Zacher   | 55,64  |
| 7    | Kelsey Serwa   | 55,45  |
| 8    | Olga Volkova   | 49,00  |
| 9    | Fanny Smith    | 45,82  |
| 10   | Ophélie David  | 43,09  |

| Rang | Nom              | Points |
| ---- | ---------------- | ------ |
| 1    | Qi Guangpu       | 461    |
| 2    | Anton Kushnir    | 428    |
| 3    | Renato Ulrich    | 321    |
| 4    | Jia Zongyang     | 288    |
| 5    | Warren Shouldice | 259    |

| Rang | Nom          | Points |
| ---- | ------------ | ------ |
| 1    | Cheng Shuang | 442    |
| 2    | Xu Mengtao   | 420    |
| 3    | Olga Volkova | 343    |
| 4    | Zhang Xin    | 273    |
| 5    | Emily Cook   | 260    |

| Rang | Nom                | Points |
| ---- | ------------------ | ------ |
| 1    | Guilbaut Colas     | 841    |
| 2    | Alexandre Bilodeau | 739    |
| 3    | Mikael Kingsbury   | 725    |
| 4    | Patrick Deneen     | 434    |
| 5    | Jeremy Cota        | 407    |

| Rang | Nom                     | Points |
| ---- | ----------------------- | ------ |
| 1    | Hannah Kearney          | 1009   |
| 2    | Jennifer Heil           | 712    |
| 3    | Audrey Robichaud        | 466    |
| 4    | Justine Dufour-Lapointe | 457    |
| 5    | Heather McPhie          | 400    |

| Rang | Nom                    | Points |
| ---- | ---------------------- | ------ |
| 1    | Benoit Valentin        | 205    |
| 2    | Xavier Bertoni         | 172    |
| 3    | David Wise             | 140    |
| 4    | Joffrey Pollet-Villard | 135    |
| 5    | Kevin Rolland          | 132    |

| Rang | Nom                 | Points |
| ---- | ------------------- | ------ |
| 1    | Sarah Burke         | 200    |
| 1    | Rosalind Groenewoud | 200    |
| 3    | Virginie Faivre     | 185    |
| 4    | Devin Logan         | 160    |
| 5    | Katrien Aerts       | 136    |

| Rang | Nom                  | Points |
| ---- | -------------------- | ------ |
| 1    | Andreas Matt         | 824    |
| 2    | Christopher Delbosco | 615    |
| 3    | Jouni Pellinen       | 462    |
| 4    | John Teller          | 356    |
| 5    | Nick Zoricic         | 337    |

| Rang | Nom           | Points |
| ---- | ------------- | ------ |
| 1    | Anna Holmlund | 672    |
| 2    | Heidi Zacher  | 612    |
| 3    | Kelsey Serwa  | 610    |
| 4    | Fanny Smith   | 504    |
| 5    | Ophélie David | 474    |

## Calendrier et podiums
Épreuves
| - Bosses en parallèle : DM - Sauts : AE - Half-pipe : HP | - Bosses : MO - Skicross : SX |

### Hommes
| Date                                                     | Lieu                | Épreuve | Vainqueur            | Second                    | Troisième                 |
| -------------------------------------------------------- | ------------------- | ------- | -------------------- | ------------------------- | ------------------------- |
| 11 décembre 2010                                         | Ruka                | MO      | Patrick Deneen       | Mikael Kingsbury          | Guilbaut Colas            |
| 15 décembre 2010                                         | Méribel             | DM      | Guilbaut Colas       | Patrick Deneen            | Bryon Wilson              |
| 17 décembre 2010                                         | Beida Lake          | AE      | Zongyang Jia         | Warren Shouldice          | Wu Chao                   |
| 19 décembre 2010                                         | Beida Lake          | AE      | Guangpu Qi           | Zongyang Jia              | Renato Ulrich             |
| 21 décembre 2010                                         | Beida Lake          | MO      | Mikael Kingsbury     | Guilbaut Colas            | Pierre-Alexandre Rousseau |
| 18 décembre 2010                                         | Innichen            | SX      | Patrick Gasser       | Andreas Matt              | Thomas Zangerl            |
| 19 décembre 2010                                         | Innichen            | SX      | Scott Kneller        | Alex Fiva                 | John Teller               |
| 7 janvier 2011                                           | St. Johann in Tirol | SX      | John Teller          | Nick Zoricic              | Thomas Zangerl            |
| 12 janvier 2011                                          | Alpe d'Huez         | SX      | Daniel Bohnacker     | Andreas Matt              | Patrick Koller            |
| 15 janvier 2011                                          | Mont-Gabriel        | DM      | Alexandre Bilodeau   | Mikael Kingsbury          | Guilbaut Colas            |
| 16 janvier 2011                                          | Mont-Gabriel        | AE      | Anton Kushnir        | Guangpu Qi                | Stanislav Kravchuk        |
| 16 janvier 2011                                          | Les Contamines      | SX      | Christopher Delbosco | Andreas Matt              | Egor Korotkov             |
| 21 janvier 2011                                          | Kreischberg         | HP      | Xavier Bertoni       | Benoit Valentin           | Nils Lauper               |
| 21 janvier 2011                                          | Lake Placid         | AE      | Guangpu Qi           | Ryan St. Onge             | Anton Kushnir             |
| 22 janvier 2011                                          | Lake Placid         | MO      | Guilbaut Colas       | Alexandre Bilodeau        | Jeremy Cota               |
| 23 janvier 2011                                          | Lake Placid         | MO      | Guilbaut Colas       | Mikael Kingsbury          | Pierre-Alexandre Rousseau |
| 29 janvier 2011                                          | Grasgehren          | SX      | Andreas Matt         | Patrick Koller            | Armin Niederer            |
| 29 janvier 2011                                          | Calgary             | AE      | Warren Shouldice     | Renato Ulrich             | Scotty Bahrke             |
| 29 janvier 2011                                          | Calgary             | MO      | Mikael Kingsbury     | Pierre-Alexandre Rousseau | Alexandr Smyshlyaev       |
| Championnats du monde (2 février 2011 au 5 février 2011) |                     |         |                      |                           |                           |
| 11 février 2011                                          | Blue Mountain       | SX      | Christopher Delbosco | Andreas Matt              | Tomas Kraus               |
| 12 février 2011                                          | Moscou              | AE      | Anton Kushnir        | Stanislav Kravchuk        | Qi Guangpu                |
| 19 février 2011                                          | Minsk               | AE      | Anton Kushnir        | Stanislav Kravchuk        | Denis Osipau              |
| 26 février 2011                                          | Marienbad           | DM      | Alexandre Bilodeau   | Mikael Kingsbury          | Jeremy Cota               |
| 3 mars 2011                                              | Grindelwald         | SX      | Andreas Matt         | Jouni Pellinen            | Christopher Delbosco      |
| 6 mars 2011                                              | Meiringen           | SX      | Jouni Pellinen       | Andreas Matt              | Daniel Bohnacker          |
| 11 mars 2011                                             | Aare                | MO      | Alexandre Bilodeau   | Guilbaut Colas            | Mikael Kingsbury          |
| 12 mars 2011                                             | Aare                | DM      | Alexandre Bilodeau   | Guilbaut Colas            | Patrick Deneen            |
| 13 mars 2011                                             | Branäs              | SX      | Andreas Matt         | Christopher Delbosco      | Conradign Netzer          |
| 19 mars 2011                                             | Myrkdalen           | SX      | Christopher Delbosco | Conradign Netzer          | Tomas Kraus               |
| 20 mars 2011                                             | Myrkdalen           | MO      | Guilbaut Colas       | Mikael Kingsbury          | Alexandre Bilodeau        |
| 20 mars 2011                                             | La Plagne           | HP      | Torin Yater-Wallace  | Benoit Valentin           | David Wise                |
| 20 mars 2011                                             | La Plagne           | HP      | Kevin Rolland        | David Wise                | Justin Dorey              |

### Femmes
| Date                                                     | Lieu                | Épreuve | Vainqueur               | Second                  | Troisième               |
| -------------------------------------------------------- | ------------------- | ------- | ----------------------- | ----------------------- | ----------------------- |
| 11 décembre 2010                                         | Ruka                | MO      | Hannah Kearney          | Jennifer Heil           | Kristi Richards         |
| 15 décembre 2010                                         | Méribel             | DM      | Yulia Galysheva         | Hannah Kearney          | Justine Dufour-Lapointe |
| 17 décembre 2010                                         | Beida Lake          | AE      | Zhang Xin               | Xu Mengtao              | Cheng Shuang            |
| 19 décembre 2010                                         | Beida Lake          | AE      | Xu Mengtao              | Cheng Shuang            | Xu Sicun                |
| 21 décembre 2010                                         | Beida Lake          | MO      | Hannah Kearney          | Jennifer Heil           | Kristi Richards         |
| 18 décembre 2010                                         | Innichen            | SX      | Anna Holmlund           | Kelsey Serwa            | Nikol Kucerova          |
| 19 décembre 2010                                         | Innichen            | SX      | Fanny Smith             | Ashleigh McIvor         | Heidi Zacher            |
| 7 janvier 2011                                           | St. Johann in Tirol | SX      | Heidi Zacher            | Hedda Berntsen          | Anna Woerner            |
| 12 janvier 2011                                          | Alpe d'Huez         | SX      | Kelsey Serwa            | Fanny Smith             | Ashleigh McIvor         |
| 15 janvier 2011                                          | Mont-Gabriel        | DM      | Justine Dufour-Lapointe | Anastassia Gunchenko    | Jennifer Heil           |
| 16 janvier 2011                                          | Mont-Gabriel        | AE      | Xu Mengtao              | Alla Tsuper             | Cheng Shuang            |
| 16 janvier 2011                                          | Les Contamines      | SX      | Ophélie David           | Kelsey Serwa            | Anna Holmlund           |
| 21 janvier 2011                                          | Kreischberg         | HP      | Rosalind Groenewoud     | Virginie Faivre         | Katrien Aerts           |
| 21 janvier 2011                                          | Lake Placid         | AE      | Ashley Caldwell         | Alla Tsuper             | Xu Mengtao              |
| 22 janvier 2011                                          | Lake Placid         | MO      | Hannah Kearney          | Jennifer Heil           | Audrey Robichaud        |
| 23 janvier 2011                                          | Lake Placid         | MO      | Hannah Kearney          | Justine Dufour-Lapointe | Kristi Richards         |
| 29 janvier 2011                                          | Grasgehren          | SX      | Anna Holmlund           | Heidi Zacher            | Katrin Mueller          |
| 29 janvier 2011                                          | Calgary             | AE      | Cheng Shuang            | Xu Mengtao              | Olga Volkova            |
| 29 janvier 2011                                          | Calgary             | MO      | Hannah Kearney          | Audrey Robichaud        | Ekaterina Stolyarova    |
| Championnats du monde (2 février 2011 au 5 février 2011) |                     |         |                         |                         |                         |
| 11 février 2011                                          | Blue Mountain       | SX      | Anna Woerner            | Fanny Smith             | Jenny Owens             |
| 12 février 2011                                          | Moscou              | AE      | Emily Cook              | Olga Volkova            | Zhang Xin               |
| 19 février 2011                                          | Minsk               | AE      | Cheng Shuang            | Ashley Caldwell         | Kong Fanyu              |
| 26 février 2011                                          | Marienbad           | DM      | Hannah Kearney          | Jennifer Heil           | Justine Dufour-Lapointe |
| 3 mars 2011                                              | Grindelwald         | SX      | Marte Hoeie Gjefsen     | Ophélie David           | Heidi Zacher            |
| 6 mars 2011                                              | Meiringen           | SX      | Anna Holmlund           | Katrin Mueller          | Ophélie David           |
| 11 mars 2011                                             | Aare                | MO      | Hannah Kearney          | Jennifer Heil           | Heather McPhie          |
| 12 mars 2011                                             | Aare                | DM      | Hannah Kearney          | Justine Dufour-Lapointe | Jennifer Heil           |
| 13 mars 2011                                             | Branäs              | SX      | Anna Holmlund           | Kelsey Serwa            | Marte Hoeie Gjefsen     |
| 19 mars 2011                                             | Myrkdalen           | SX      | Anna Holmlund           | Kelsey Serwa            | Katrin Mueller          |
| 20 mars 2011                                             | Myrkdalen           | MO      | Hannah Kearney          | Jennifer Heil           | Justine Dufour-Lapointe |
| 20 mars 2011                                             | La Plagne           | HP      | Sarah Burke             | Devin Logan             | Anaïs Caradeux          |
| 20 mars 2011                                             | La Plagne           | HP      | Sarah Burke             | Devin Logan             | Virginie Faivre         |